# Penokee (Kansas)
Pour les articles homonymes, voir Penokee.
Penokee est une communauté non incorporée (unicorporated community) du comté de Graham dans l'état du Kansas.

## Histoire
Penokee aurait été le théâtre de la bataille de Solomon's Fork le 29 juillet 1857 entre des cavaliers de la United States Army et des Cheyennes.
La ville s'appelait originellement Reford et a été fondée en 1888 par Ben Chasdey lorsque la L & C Railroad a été prolongé jusqu’à cet endroit. La même année, la ville est re-planifié (c'est-à-dire qu'elle a pris sa forme actuelle dans l'organisation des rues). Reford était confondu avec une autre ville du Kansas appelé Rexford. Lorsque les services postaux et la L&C Railroad ont demandé que la communauté change de nom, les habitants ont décidé de renommer leur communauté Penokee d'après les montagnes Penokee près du lac Supérieur.